# ارتباط نادیدنی
«ارتباط نادیدنی» آلبومی از هنرمند اهل یونان ونگلیس است که در سال ۱۹۸۵ میلادی منتشر شد.